# Spinett

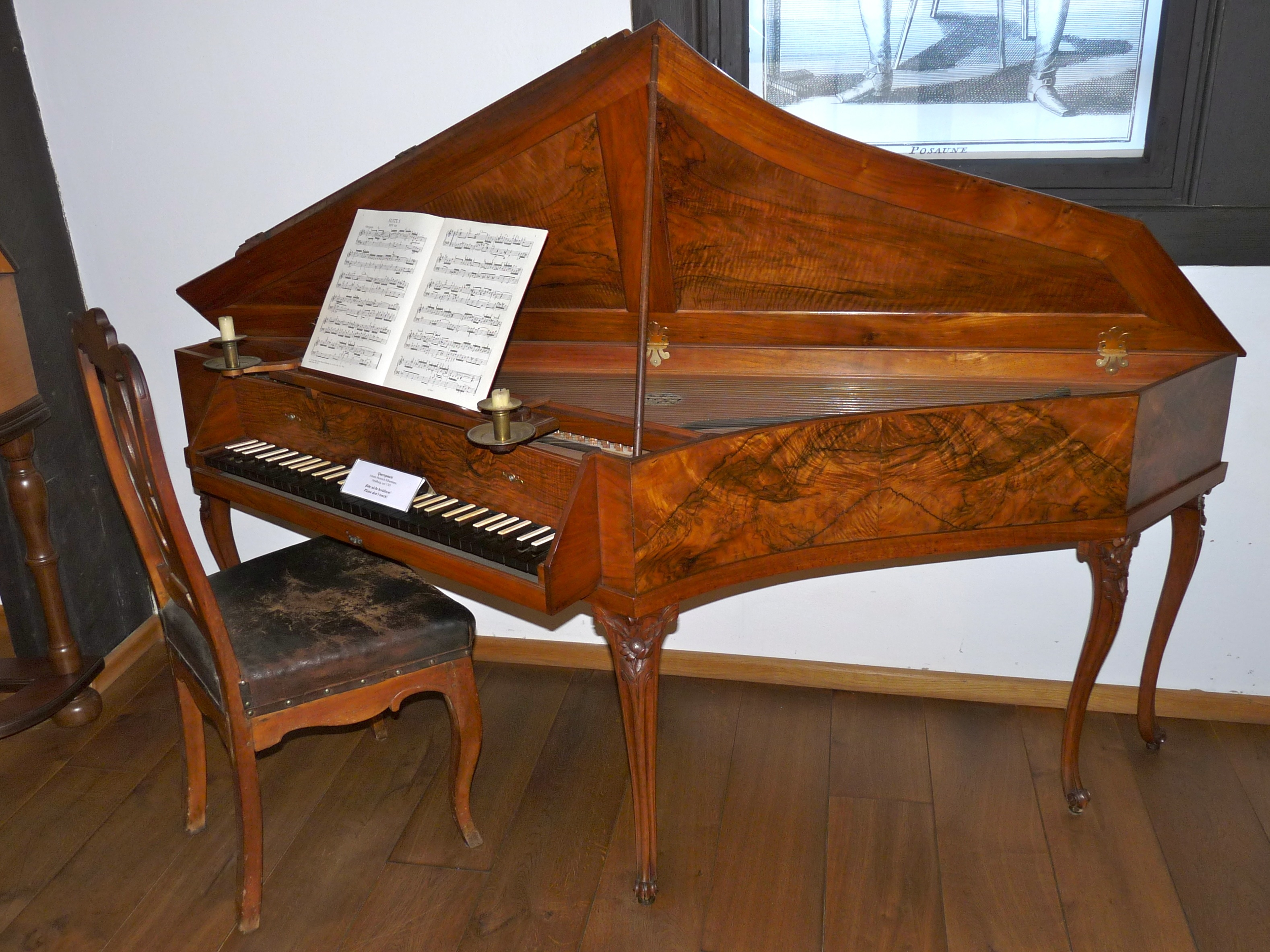
Querspinett im Bachhaus in Eisenach, um 1765 von Johann Heinrich Silbermann

Das Spinett (entweder von it. spina, „Dorn“ oder nach dem venezianischen Instrumentenbauer Giovanni Spinetti (um 1500)) ist eine drei- bis fünfeckige kleine Bauform des Cembalos. Es gehört also zu den Kielinstrumenten, bei denen die Saiten von einem Kiel (Plektrum) über eine von der Klaviatur bediente Zupfmechanik gezupft werden.

## Bezeichnung
Die Bezeichnung Spinett ist bis zu einem gewissen Grade verschwommen oder irreführend: Im 16. und frühen 17. Jahrhundert, und auch heute noch je nach Land und Epoche, wurden Virginale oft als Spinett bezeichnet. Dies gilt z. B. für Italien, wo man das Wort spinetta im 16./17. Jahrhundert für Virginale verwendete; in Frankreich meint man bis heute mit dem Wort épinette sowohl Virginale als auch Spinette im engeren Sinne. Zu den zusammengesetzten Instrumentennamen im Französischen gehören épinette à archet, ein 1745 von Renaud aus Orléans entwickeltes Streichinstrument mit Tastatur; épinette muette, ein von Marin Mersenne 1636 so benanntes, leise klingendes Clavichord und épinette des Vosges für eine Bordunzither. In Flandern und Holland hießen Virginale mit der Tastatur links oder in der Mitte spinetten (16./17. Jahrhundert).

## Geschichte
Das Spinett im engeren Sinne wird auch als Querspinett bezeichnet und wurde nach heutigem Wissen von Girolamo Zenti (ca. 1609 – ca. 1668) erfunden. Das berichtete 1695 der Musiker, Komponist, Historiker und Architekt Andrea Bontempi. Von Zenti ist auch das früheste dieser Instrumente erhalten, ein kleines Oktavspinett von 1631 im Musée Instrumental in Brüssel. Da er um 1662 und 1666 in Frankreich und 1664 in England war, liegt die Vermutung nahe, dass er das Querspinett auch in diesen Ländern einführte. In Frankreich hieß dieses Instrument espinette á l’italienne (Spinett in italienischer Manier). Es war besonders beliebt in England am Ende des 17. und im 18. Jahrhundert und heißt im englischsprachigen Raum bentside-spinet. Von einigen englischen Cembalobauern sind fast ausschließlich und in relativ großer Zahl Spinette erhalten, z. B. von Stephen Keene (um 1640 – um 1719), oder der Familie Hitchcock. Auch von Johann Heinrich Silbermann (1727–1799) sind 14 Spinette erhalten.

## Bauweise und Eigenschaften
Kennzeichnend für das (Quer-)Spinett sind die schräg-seitlich zur Klaviatur verlaufenden Saiten, was eine platzsparende Bauweise ermöglicht. Im Gegensatz zum Virginal werden die Saiten nahe und parallel der Tastatur angezupft. Alle Tastenhebel sind gleich groß und relativ kurz. Daher ist im Vergleich zum Virginal der Anschlag vor allem in den mittleren und oberen Lagen leichter, angenehm, beweglicher und mit weniger Klopfgeräusch verbunden.
Ein Spinett ist deutlich kleiner als ein Cembalo und im Gegensatz zum letzteren ein Haus- und kein Konzertinstrument. Es ist meist mit nur einem Manual und nur einem Register in der 8'-Lage ausgestattet. Der Klang ist normalerweise silbrig-schillernd und dabei füllig.

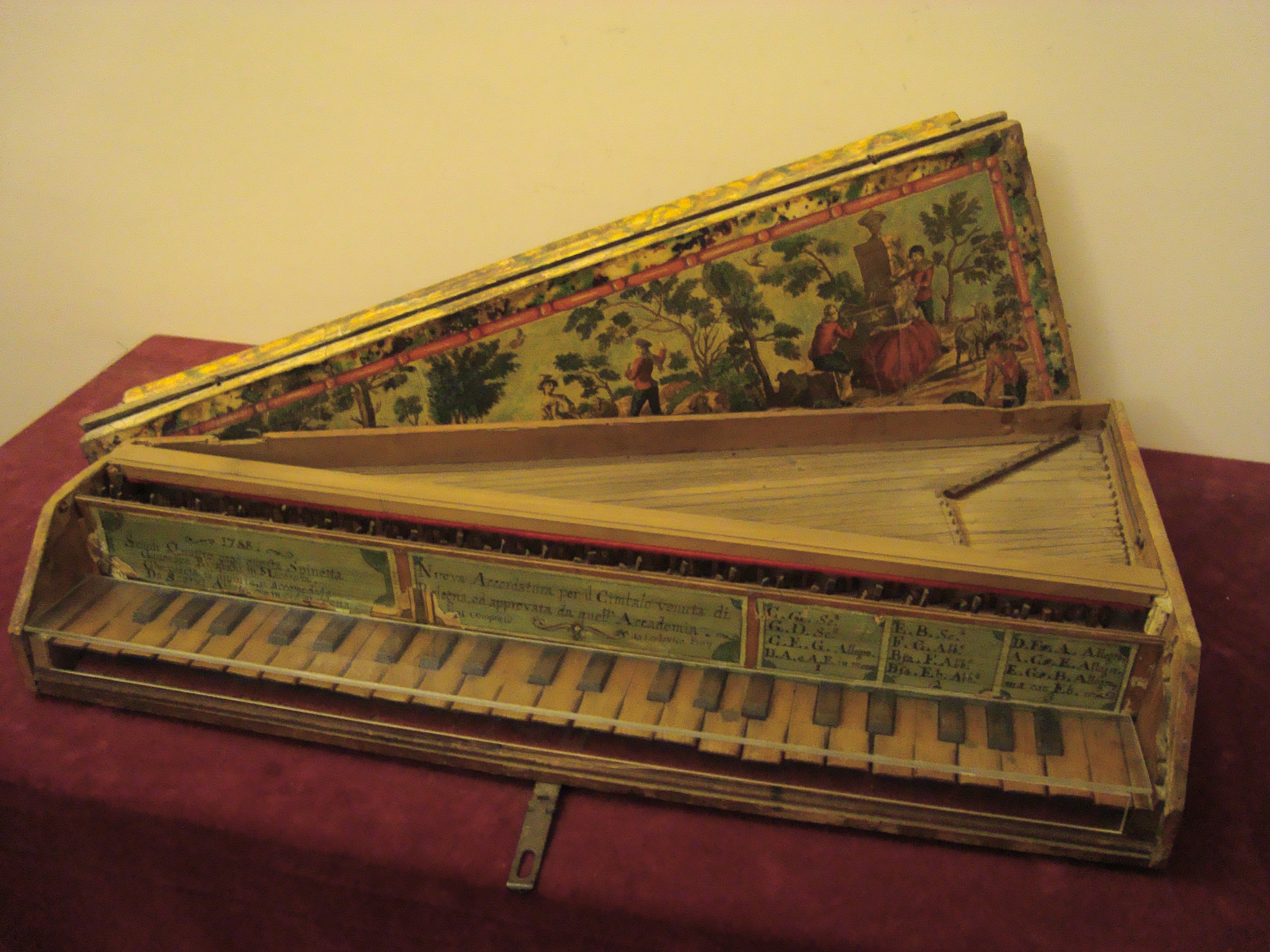
Oktavspinett von Barbarani (?) 1778. Museo degli Strumenti Musicali, Rom

Eine beliebte Sonderform waren die Oktavspinette, die kleiner sind und eine Oktave höher in der sogenannten 4-Fuß-Lage (4') klingen. Manche dieser Instrumente haben so kurze Tasten, dass sie vermutlich für Kinder gedacht waren.
Zweimanualige Spinette oder Spinette mit mehr als einem 8'-Register blieben Ausnahmen (siehe Weblinks). Der berühmte Cembalobauer Christofori baute Spinette mit 8'-4'-Disposition – diese nannte er spinettone da teatro (großes Theater-Spinett), weil sie offenbar für den engen Orchesterbereich italienischer Opernhäuser gedacht waren.

## Ähnliche Instrumente
- Cembalo
- Klaviziterium/Clavicytherium
- Oktavspinett
- Virginal

## Trivia
Als Spinett (engl. spinet) werden auch einige Modelle der Hammond-Orgel bezeichnet.

## Literatur

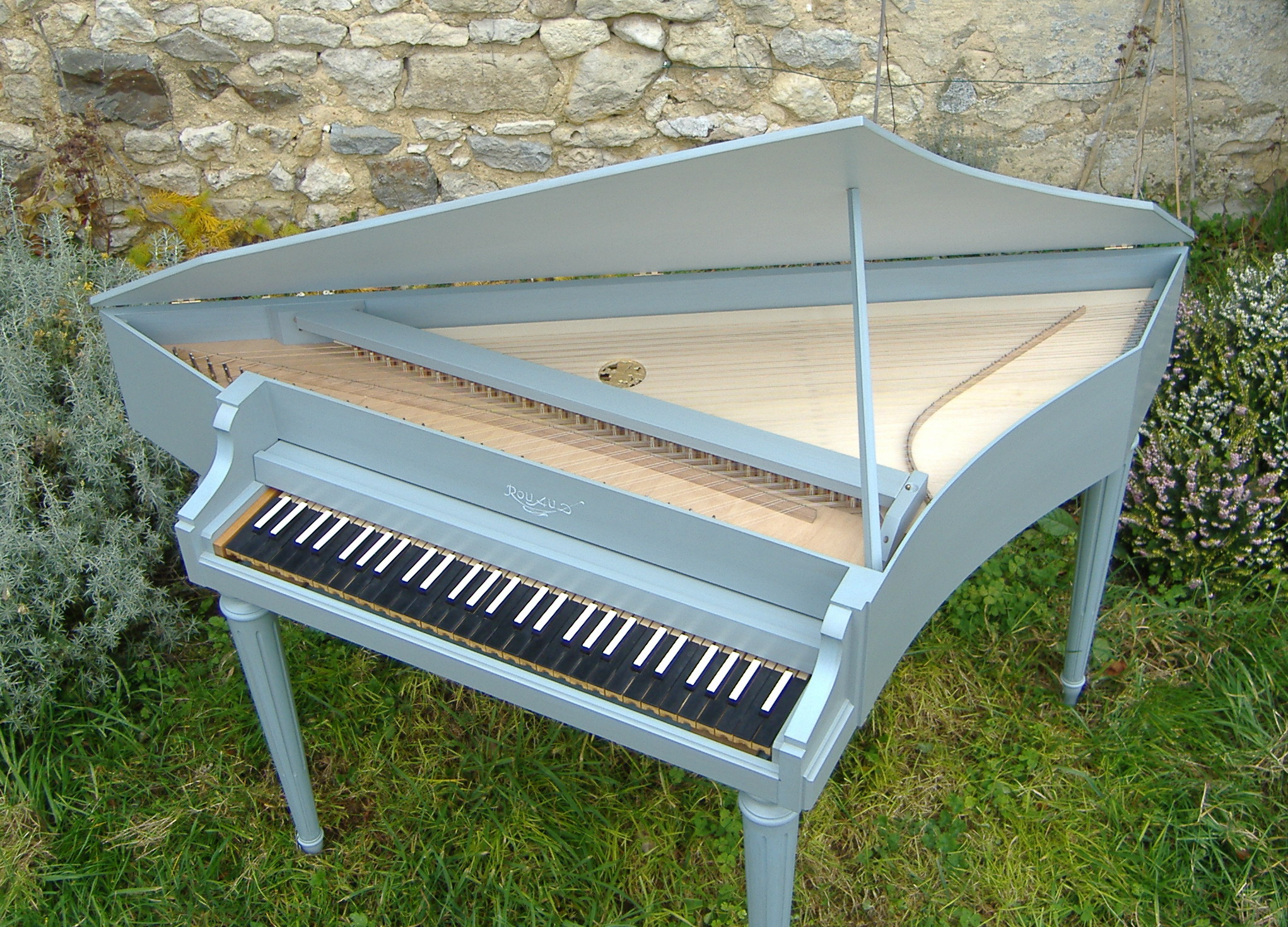
Moderner Nachbau eines Spinetts nach französischem Vorbild